# Locomotiva FS 225
Le locomotive FS 225 sono dei mezzi di trazione a scartamento normale utilizzati in servizio di manovra medio-leggera a partire dal 1955 sugli impianti ferroviari di tutta la rete italiana. Nacquero dall'esigenza da parte delle Ferrovie dello stato di alienare le vetuste vaporiere. Il gruppo 225 è costituito da modelli costruiti con caratteristiche differenti tra cui, i prototipi Breda (2001-2002), Deutz e Jenbach (6098-6099) e le serie 
2100, 5000, 6000 e 7000 (in tre sottogruppi). 

## Modelli
La macchine erano tutte dotate di convertitore di coppia del tipo idrodinamico Voith eccetto per le due Breda che montavano invece un proprio cambio Breda-Sinclair. La trasmissione di moto era su entrambi gli assi tramite biella di accoppiamento esterna e albero cieco contrappesato al centro. per tutte eccetto che per le Jenbach ed il prototipo DEUTZ che utilizzavano la trasmissione ad albero cardanico con riduttore ad ingranaggi. Vengono accomunate da un rodiggio B e da una potenza di circa 250 CV. 
Le commesse furono nel 1954 a Breda, con 2 prototipi serie 2000, e a Greco, con 36 esemplari serie 7000 divisi in tre sottoserie da 13, 20 e 4. Poi fu la volta della Jenbach a partire dal 1959, con un prototipo e 20 unità serie 6000; infine, nei primi anni '70, fu la volta di Sofer, con 50 modelli serie 2100, e CNR/Aerosicula/IMER, con 45 motrici serie 5000. Aggiungendo anche il prototipo DEUTZ consignato in un momento non ben specificato degli anni '60, il numero di queste macchine ammonta a 156, tra cui le serie 2100 e 5000, quasi uguali tra loro, padroneggiano all'interno del gruppo. Le locomotive vennero così immatricolate: 225.2001-2002 le Breda, 225.6099 il prototipo Jenbach, 225.6001÷6020 le Jenbach, 225.7001÷7014, 7031÷7033 e 7051÷7070 le tre serie Greco, 225.7034 il prototipo DEUTZ, 225.2101÷2150 le Sofer, 5001-5045 le CNR/Aerosicula/IMER.
Le locomotive furono dotate del classico impianto frenante ad aria compressa con freno Westinghouse e per aumentare l'aderenza allo spunto vennero dotate di sabbiere azionate ad aria compressa.

### Serie 2000 (prototipi Breda)
Le locomotive vennero ordinate, nel 1954, dalle Ferrovie dello Stato alla Breda e alla Greco; le Breda ordinate entrarono in servizio nel 1956 e furono soltanto due. Inizialmente erano classificate come 250.201 e 202, poi venne scelto di categorizzarle come 225.201 e 202, infine nel 1959 vennero re-immatricolate definitivamente come 225.2001-2002. Montavano un motore Breda BRIF D 26 N6L, a 6 cilindri in linea non sovralimentato e tarato a 240 CV (176 kW) a 1.500 giri/min. La trasmissione era affidata ad un cambio Breda-Sinclair meccanico a 3 + 3 velocità con giunto idraulico, per consentire velocità di 25 km/h in manovra e 50 km/h in linea, che trasmetteva il moto ad entrambi gli assi tramite biella esterna di accoppiamento e albero cieco contrappesato al centro. Montavano ruote da 910 mm.
Esistono poche foto ed incerte notizie circa la loro storia e fine, tuttavia risultano radiate a fine anni '70.

### Serie 7000

Locomotiva Greco 225.7060 nel 1993 al D.L. di Genova Rivarolo
Locomotiva Greco 225.703x. A sinistra sul bordo si può vedere la 7034 DEUTZ.
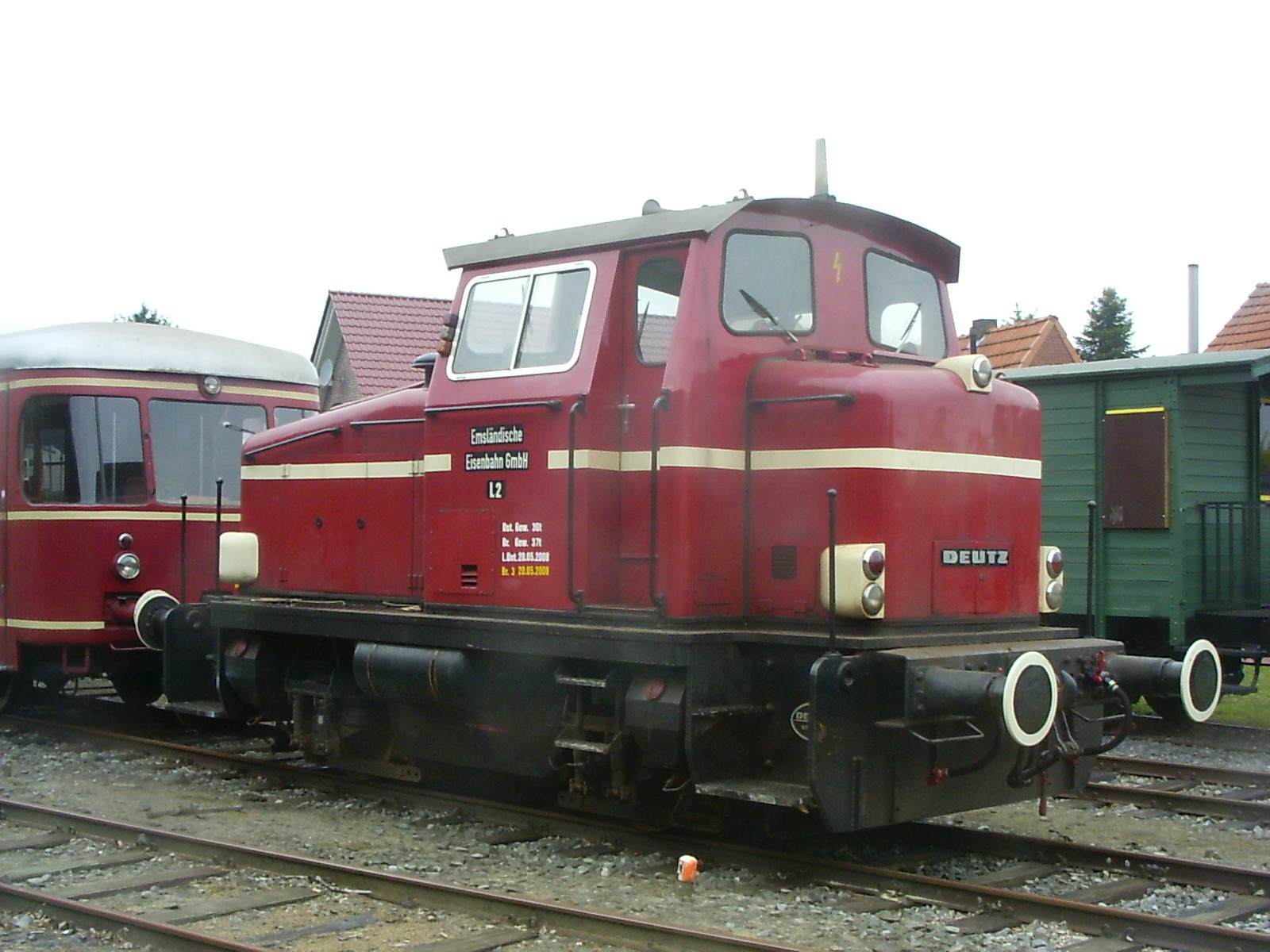
Un KG230B, esteriormente quasi identico al KG275B su cui si basa il 225.7034.

Le locomotive costruite da Greco, anch'esse con biella esterna di accoppiamento, furono invece 38, ordinate in due sottoserie e fornite nel 1955 (7001÷7013) e nel 1961 (7051÷7070). In aggiunta a queste, nel 1969 le FS acquisirono altri 4 locomotori da una ditta esterna (7014 e 7031÷7033), più un locomotore DEUTZ che verrà immatricolato come 225.7034. Le locomotive Greco differivano tra loro nella motorizzazione che era costituita, per le prime 13 unità da un motore Deutz a 4 cilindri a V da 260 CV, a 750 giri/min e ad iniezione diretta; le ulteriori due serie erano equipaggiate con un propulsore Diesel di costruzione Deutz (tipo BA 12 L 614) sovralimentato a 12 cilindri a V raffreddato ad aria con potenza pari a 184 kW (250 CV) a 2000 giri/min. Montavano ruote a raggi da 900 o 850 mm, a seconda della sottoserie. Esteticamente sono abbastanza simili, ma si possono differenziare così: la fornitura del 1955 ha le due griglie anteriori grandi, quella del 1961 le ha piccole, mentre quelle acquisite nel 1969 hanno una piccola protuberanza con uno stemma DEUTZ al posto delle griglie. Tutti gli esemplari risultano demoliti o ceduti ad altre ditte.

### 225.7034 DEUTZ
Unica nel suo genere, la 225.7034 fu una DEUTZ KG275B all'inizio degli anni '60 e fu acquisita da una ditta privata nel 1969 assieme alle altre locomotive della serie 7000 (7014 e 7031÷7033). Fece servizio sul Nodo di Genova fino all'anno della sua radiazione (1977). Montava un motore diesel con 12 cilindri a "V" raffreddati ad aria erogante 275 CV (202 kW), collegato ad un convertitore di coppia Voith che trasmetteva il moto agli assi motori tramite albero cardanico. Esistono poche foto e dati incerti sulla sua storia e fine, ma risulta ceduto a ditta esterna successivamente alla sua radiazione.

### Serie 6000 e prototipi Jenbach

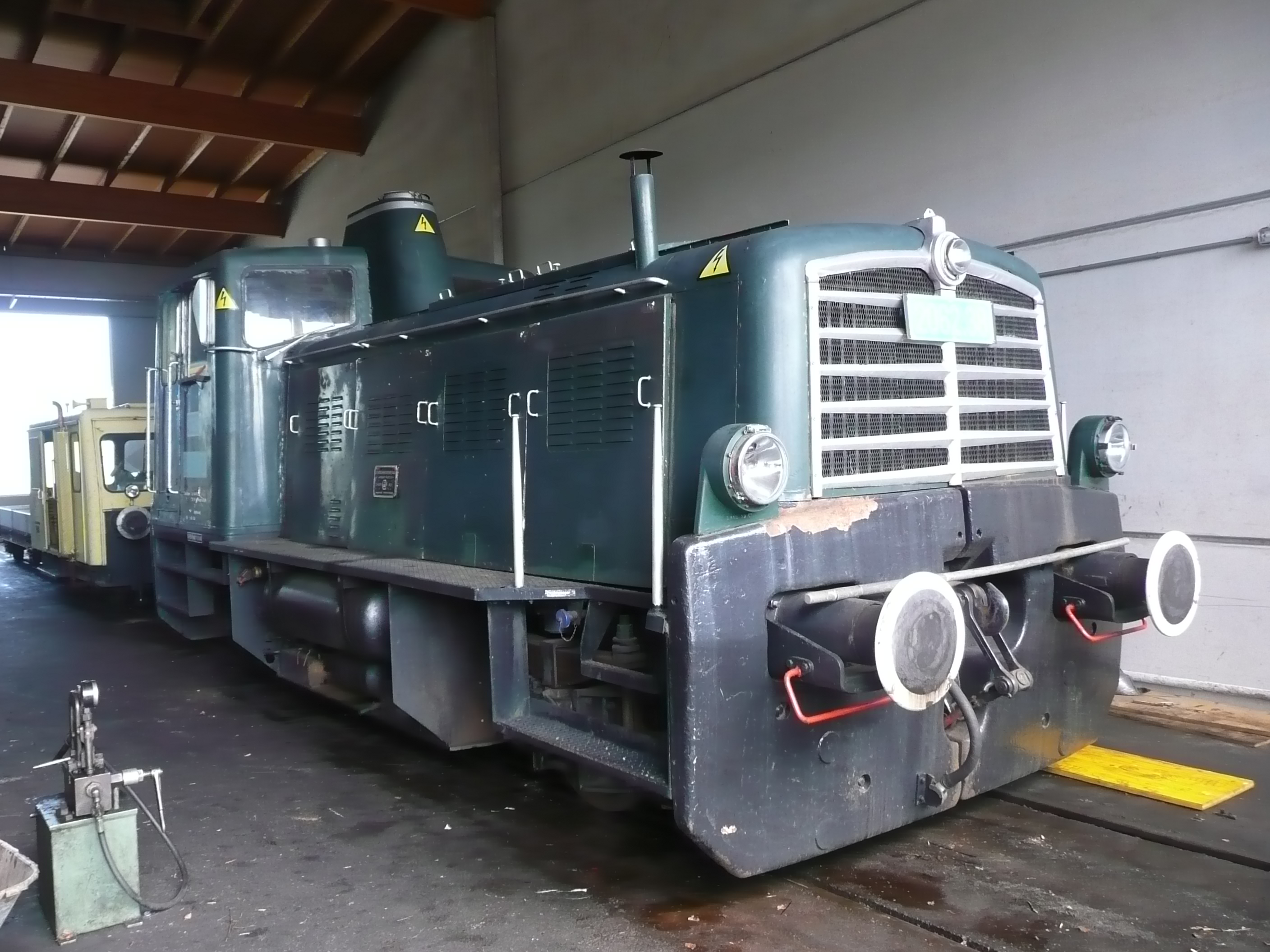
una ÖBB 2062 (Jenbach DH 400 B32) nella storica livrea verde.

Negli anni '50, l'austriaca Jenbacher Werke stava producendo locomotori da manovra tipo JW200 e JW400 da fornire alle ÖBB che li avrebbe rispettivamente chiamati gruppi 2060 e 2062. Esse nascevano da uno stesso progetto di base, ma la JW400 risultava essere 1,622 m più lunga ed il doppio più potente della JW200. Il motore JW400 (omonimo al modello), che concettualmente si può assumere come due motori JW200 accoppiati, è un diesel non sovralimentato, a due tempi e raffreddato ad acqua, composto da 8 cilindri a "V" di 90° ed eroga una potenza massima di 400 CV (294 kW) nella versione austriaca, in grado di portare il mezzo a una velocità di 30 km/h in manovra e 60 km/h in linea tramite albero cardanico e riduttore a ingranaggi. Le FS si interessarono a tali macchine e nel 1957 importò dalla Jenbach austriaca due locomotive:
- una JW200 con numero di fabbrica 80.077, motorizzata con JW400 tarato a 250 CV (184 kW) ed immatricolata prima come 225.698 e dal 1959 come 225.6098[7]. Tuttavia essa non suscitò interesse, pertanto la 6098 rimase esemplare unico e nel 1971 cambiò nuovamente immatricolazione, diventando 218.6098; questo esemplare merita un capitolo a sé stante.

- una JW400 con numero di fabbrica 3.605.051, depotenziata a 250 CV (184 kW) e con convertitore di coppia idraulico Voith L 24 U, ed immatricolata prima come 225.699[8] e dal 1959 come 225.6099[9]. Questo esemplare piacque alle FS e fu scelto per avviare la commessa della serie 6000.

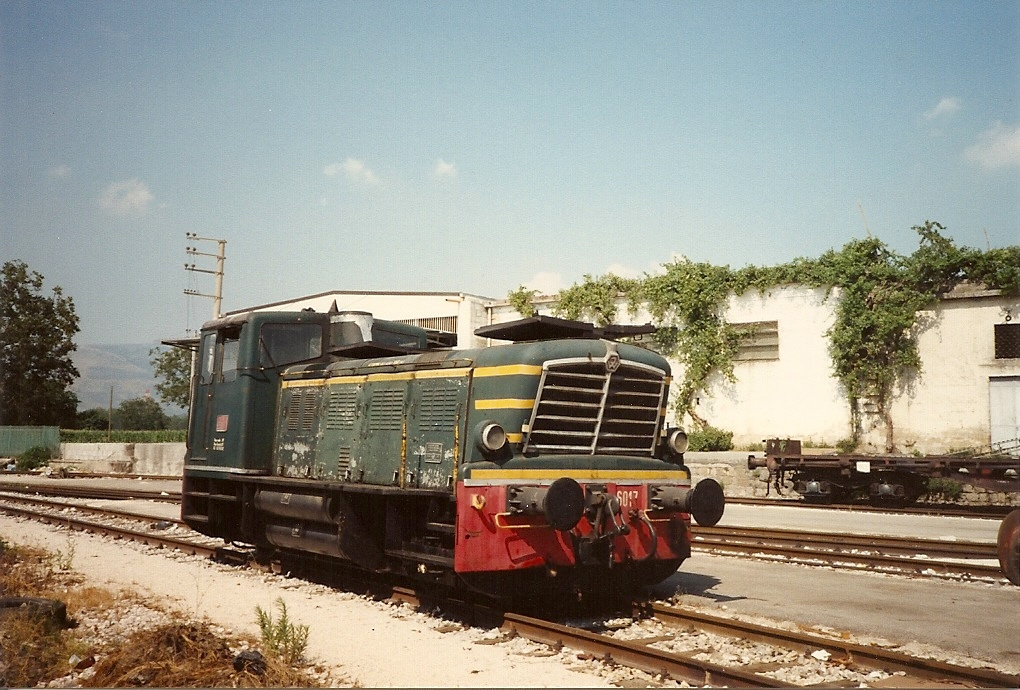
Locomotiva Jenbach 225.6017 a Cancello (NA) nel 1991.

Alla 6099 vennero affiancate ulteriori 20 motrici classificate nella serie 6000 (6001÷6020). Esse vennero costruite su licenza in Italia tra il 1959 ed il 1961, a Bolzano dalla Jenbach Diesel Srl e a Padova dalle Officine Meccaniche della Stanga. Tutte vennero equipaggiate con il motore JW400 tarato a 250 CV (184 kW) a 1.500 giri/min e con 170 CV (125 kW) di potenza nominale UIC come la 6099, ma per il convertitore di coppia idraulico fu scelto il Voith L 33 yU comunque collegato all'albero cardanico. Mentre il prototipo 6099 conservava tutte le caratteristiche estetiche delle compagne austriache, i locomotori italiani presentavano alcune leggere differenze; quella più evidente è il frontale inclinato in avanti per migliorare il raffreddamento, a seguire un doppio serbatoio di aria compressa a destra sotto il praticabile ed altre ancora. Alcune macchine ricevettero, nel corso del tempo, corrimani di sicurezza sui praticabili e i quattro portelli di ispezione posti su ogni lato del cassone motore a doppia anta anziché a pannelli asportabili. Il prototipo 6099 mantenne il frontale verticale "austriaco" fino a fine carriera; l'ultimo suo avvistamento documentato risale al 2002, accantonato presso il Deposito Locomotive di Roma San Lorenzo. 
Questa serie si è rivelata molto longeva ed affidabile, tanto da rinascere a seconda vita dopo la carriera svolta nelle Ferrovie dello Stato. A seguito dell'alienazione negli anni '90, diverse unità ex-FS furono acquistate da ditte di imprese costruttrici o manutentrici ferroviarie, mentre alcune imprese italiane importarono locomotori ex OBB 2062 col frontale "austriaco" verticale, sia con la caratteristica griglia in metallo che con la sola rete a maglia (caratteristica della seconda fornitura di 2062).
Dal gruppo 225.6000 è derivato il tipo DH 350 C39, versione a 3 assi leggermente più grande e più potente immatricolata nelle FS come gruppo 235.6000.

### Serie 2100 e 5000

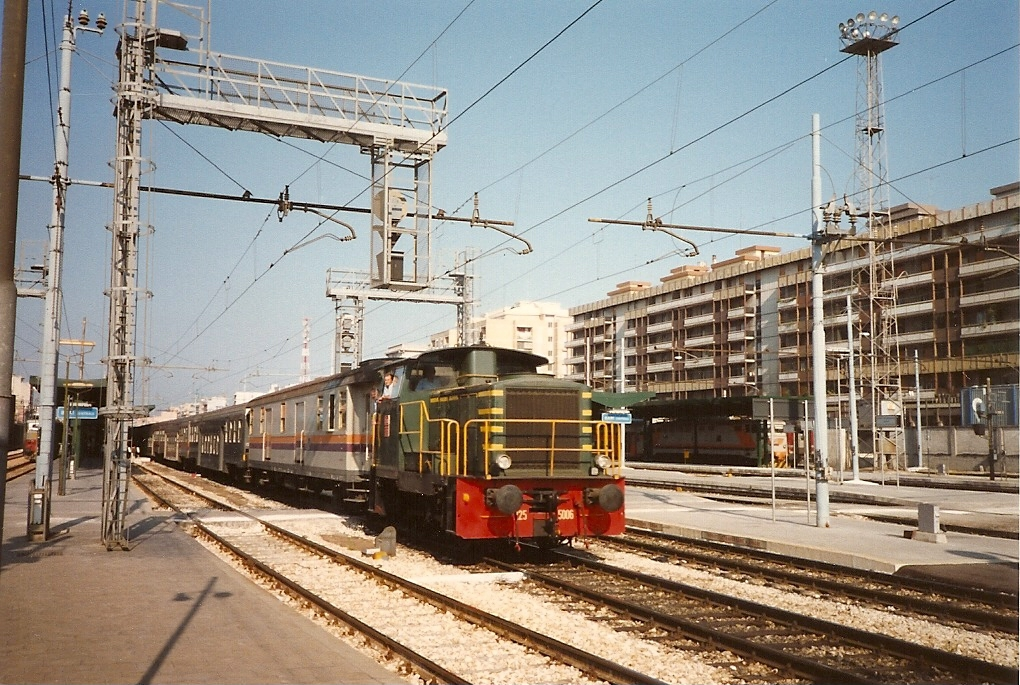
Locomotiva CNR 225.5006 a Bari Centrale.

Negli anni '70, furono ordinate a Sofer 50 macchine destinate a far parte della serie 2100 (2101÷2150) e costruite tra in 1971 ed il 1974. Una successiva commissione FS di ulteriori 45 unità andò a costituire invece la serie 5000 (5001÷5045), per la cui costruzione furono coinvolte CNR, IMER e AEROSICULA tra il 1973 ed il 1978. Anche queste due serie sono caratterizzate da bielle esterne di accoppiamento sugli assi, corpo motore anteriore e cabina posteriore, ma l'accesso in cabina era tramite praticabile posteriore alla cabina stessa e non laterale come le altre. Una grossa ventola di raffreddamento posizionata sul cofano nella parte anteriore garantiva un buon sistema di raffreddamento di tutta la macchina. Avevano un convertitore di coppia idraulico Voith L 24 U che trasmetteva il moto ad entrambi gli assi tramite biella esterna di accoppiamento e albero cieco contrappesato al centro. Montavano ruote a raggi con 1040 mm di diametro, ed erano in grado di raggiungere una velocità di 30 km/h in manovra e 50 km/h in linea. 
Esteticamente le due serie si differenziavano solo grazie ad alcuni particolari (la disposizione delle griglie di raffreddamento del cofano motore e gli sportelli di ispezione sono quelli più evidenti), ma montavano differenti motorizzazioni. La serie 2100 aveva un motore diesel Breda BRIF D 26 N6V, un 6 cilindri a "V" di 60° non sovralimentato tarato a 255 CV (188 kW) a 1.450 giri/min e con potenza nominale UIC di 175 CV (129 kW), mentre la serie 5000 adottava il motore diesel Jenbach JW400 con 8 cilindri a "V" a 90° non sovralimentato e tarato con le stesse specifiche della serie 2100. 
Le 225.2104 e 2127 hanno ricevuto, nel 2003, un motore IVECO 8281 SRE 10 tarato a 320 CV (235 kW) a 1.560 giri/min e potenza nominale UIC di 225 CV (165 kW). 
Sono sopravvissute poche unità di queste due serie in servizio attivo, il restante risulta accantonato o demolito.